# Fuente de la Negra
La fuente de la Negra es una antigua fuente ya destruida situada en el término municipal de Fuente Palmera, Córdoba, muy cerca de la  fuente de los enamorados de la misma localidad. Conservada hasta finales del siglo XX, pasó a deteriorarse por completo y encañarse su flujo acuífero con tubos de hormigón como si de un pozo agrícola moderno se tratara.
Vinculada a la vida de los habitantes de la localidad cercana Peñalosa, se encontraba frente a varias parcelas donde se veían las construcciones de muchos de los primeros colonos de la zona, los chozos. Junto a ella se hallaba una gran encina característica de este páramo.
Con forma de cono invertido y con una acequia que iba al regajo, era frecuentemente visitada por los chavales que acudían de las fincas cercanas al colegio, como la Finca de la Algamarrilla, así como el resto de viandantes que se encontraban con ella.

## Origen de su nombre
Cuentan los vecinos más longevos de la zona que en cierta ocasión se presentaron en las inmediaciones de la fuente un par de hombres y trabajaron durante una semana excavando junto a la misma. Excavaban y cubrían los agujeros que hacían, tras lo cual volvían a repetir la misma operación. Trabajaban de noche, descansando el resto del tiempo, posiblemente huyendo del calor del día. Aquella escena mantenía intrigado a todo el mundo, era evidente que aquellos sujetos buscaban algo.